# 캐치 어 파이어 (영화)
캐치 어 파이어(Catch A Fire)는 미국에서 제작된 필립 노이스 감독의 2006년 드라마, 스릴러 영화이다. 팀 로빈스 등이 주연으로 출연하였고 안소니 밍겔라 등이 제작에 참여하였다.

## 출연

### 주연
- 팀 로빈스

### 조연
- 데릭 루크
- 보니 불리
- 엠세디시 사반구
- 투미쇼 마샤
- 시뎀비소 쿠말로
- 테리 페토
- 미셸 버거스

## 제작진
- 협력프로듀서: 미란다 쿨리
- 미술: 조니 브리드
- 의상: 레자 레비
- 배역: 수지 피기스